# 萨特里亚诺
萨特里亚诺（義大利語：Satriano），是意大利卡坦扎罗省的一个市镇。总面积22平方公里，人口3339人，人口密度151.8人/平方公里（2009年）。ISTAT代码为079123。